# Superserien 2004
Superserien 2004 var Sveriges högsta division i amerikansk fotboll för herrar säsongen 2004. Serien spelades 1 maj–15 augusti 2004 och vanns av Carlstad Crusaders. Serien spelades i form av två konferenser men med gemensam tabell. Lagen möttes i dubbelmöten i den egna konferensen och i enkelmöten mellan konferenserna. Vinst gav 2 poäng, oavgjort 1 poäng och förlust 0 poäng.
De sex bäst placerade lagen gick vidare till slutspel. SM-slutspelet spelades 21 augusti–5 september och vanns av Stockholm Mean Machines.

## Konferensindelning
| Norra konferensen - Jamtland Republicans - Solna Chiefs - Sundsvall Flames - Örebro Black Knights | Södra konferensen - Arlanda Jets - Carlstad Crusaders - Stockholm Mean Machines - Tyresö Royal Crowns |

## Tabell
| Nr | Lag                       | S  | V | O | F  | GP  | IP  | PS   | P  |
| -- | ------------------------- | -- | - | - | -- | --- | --- | ---- | -- |
| 1  | Carlstad Crusaders (RL)   | 10 | 9 | 0 | 1  | 512 | 94  | +418 | 18 |
| 2  | Stockholm Mean Machines   | 10 | 9 | 0 | 1  | 356 | 93  | +263 | 18 |
| 3  | Arlanda Jets (RM)         | 10 | 6 | 0 | 4  | 227 | 161 | +66  | 12 |
| 4  | Solna Chiefs*             | 10 | 6 | 0 | 4  | 322 | 308 | +14  | 12 |
| 5  | Tyresö Royal Crowns*      | 10 | 4 | 0 | 6  | 274 | 425 | −151 | 8  |
| 6  | Sundsvall Flames (U)      | 10 | 3 | 0 | 7  | 222 | 436 | −214 | 6  |
| 7  | Örebro Black Knights* (U) | 10 | 3 | 0 | 7  | 187 | 365 | −178 | 6  |
| 8  | Jamtland Republicans (U)  | 10 | 0 | 0 | 10 | 134 | 352 | −218 | 0  |

Färgkoder:
|      | – Kvalificerad för semifinal                |
|      | – Kvalificerad för kvartsfinal              |
|      | – Nedflyttad till division 1                |
| (RL) | – Regerande ligamästare (seriesegrare)      |
| (RM) | – Regerande svenska mästare                 |
| (U)  | – Uppflyttad från division 1                |
| *    | – Nedflyttad efter säsongen på egen begäran |

## Matchresultat
| Hemma \ Borta           | AJ    | CC    | JR    | SC    | SMM   | SF    | TRC   | ÖBK   |
| Arlanda Jets            | —     | 25–34 | 41–0  | 31–6  | 0–16  | —     | 22–21 | —     |
| Carlstad Crusaders      | 41–0  | —     | —     | —     | 33–0  | 67–6  | 79–13 | 79–0  |
| Jamtland Republicans    | —     | 0–36  | —     | 34–42 | 12–44 | 16–17 | —     | 12–27 |
| Solna Chiefs            | —     | 18–65 | 32–6  | —     | —     | 42–14 | 62–67 | 36–7  |
| Stockholm Mean Machines | 8–7   | 26–21 | —     | 36–7  | —     | 88–6  | 62–7  | —     |
| Sundsvall Flames        | 3–38  | —     | 47–26 | 34–41 | —     | —     | 35–59 | 35–20 |
| Tyresö Royal Crowns     | 6–14  | 6–54  | 42–14 | —     | 0–50  | —     | —     | 53–33 |
| Örebro Black Knights    | 26–49 | —     | 21–14 | 14–36 | 0–26  | 39–25 | —     | —     |

## Slutspel

### Kvartsfinaler
|       | 21 augusti 2004 | Arlanda Jets | 23 – 12  | Sundsvall Flames | Pinbacken                           |                                     |
| 15:00 | 15:00           |              | (7 – 12) |                  | Publik: 50 Domare: Team Hjalmarsson | Publik: 50 Domare: Team Hjalmarsson |
| 15:00 | 15:00           |              |          |                  | Publik: 50 Domare: Team Hjalmarsson | Publik: 50 Domare: Team Hjalmarsson |
| 15:00 | 15:00           |              |          |                  | Publik: 50 Domare: Team Hjalmarsson | Publik: 50 Domare: Team Hjalmarsson |

|       | 21 augusti 2004 | Solna Chiefs | 39 – 64                | Tyresö Royal Crowns | Bergshamra IP                         |                                       |
| 15:00 | 15:00           |              | (20 – 45) Matchrapport |                     | Publik: 100 Domare: Team Kåre Jansson | Publik: 100 Domare: Team Kåre Jansson |
| 15:00 | 15:00           |              |                        |                     | Publik: 100 Domare: Team Kåre Jansson | Publik: 100 Domare: Team Kåre Jansson |
| 15:00 | 15:00           |              |                        |                     | Publik: 100 Domare: Team Kåre Jansson | Publik: 100 Domare: Team Kåre Jansson |

### Semifinaler
|  | 28 augusti 2004 | Carlstad Crusaders | 42 – 12 | Tyresö Royal Crowns | Tingvalla IP |  |
|  |                 |                    |         |                     |              |  |
|  |                 |                    |         |                     |              |  |
|  |                 |                    |         |                     |              |  |

|       | 28 augusti 2004 | Stockholm Mean Machines | 35 – 8                | Arlanda Jets | Zinkensdamms IP                      |                                      |
| 15:05 | 15:05           |                         | (21 – 0) Matchrapport |              | Publik: 337 Domare: Team Emanuelsson | Publik: 337 Domare: Team Emanuelsson |
| 15:05 | 15:05           |                         |                       |              | Publik: 337 Domare: Team Emanuelsson | Publik: 337 Domare: Team Emanuelsson |
| 15:05 | 15:05           |                         |                       |              | Publik: 337 Domare: Team Emanuelsson | Publik: 337 Domare: Team Emanuelsson |

### SM-final
|       | 5 september 2004 | Carlstad Crusaders | 0 – 7 ÖT             | Stockholm Mean Machines | Stockholms Stadion                     |                                        |
| 15:14 | 15:14            |                    | (0 – 0) Matchrapport |                         | Publik: 3 776 Domare: Team Emanuelsson | Publik: 3 776 Domare: Team Emanuelsson |
| 15:14 | 15:14            |                    |                      |                         | Publik: 3 776 Domare: Team Emanuelsson | Publik: 3 776 Domare: Team Emanuelsson |
| 15:14 | 15:14            |                    |                      |                         | Publik: 3 776 Domare: Team Emanuelsson | Publik: 3 776 Domare: Team Emanuelsson |